# U-23 (tàu ngầm Đức) (1936)
U-23 là một tàu ngầm duyên hải  Lớp Type II thuộc phân lớp Type IIB được Hải quân Đức Quốc Xã chế tạo trước Chiến tranh Thế giới thứ hai sau khi bãi bỏ những điều khoản của Hiệp ước Versailles vốn cấm Đức sở hữu tàu ngầm. Những tàu ngầm Type II vốn quá nhỏ để có thể tiến hành các chiến dịch cách xa căn cứ nhà, nên U-23 đã đảm nhiệm vai trò tàu huấn luyện tại các trường tàu ngầm Đức. Được huy động do tình trạng thiếu hụt tàu ngầm sau khi xung đột bùng nổ, nó hoạt động tuần tra tại Bắc Hải trước khi quay lại vai trỏ huấn luyện, rồi chuyển sang hoạt động cùng Chi hạm đội U-boat 30 tại Hắc Hải. U-23 đã thực hiện tổng cộng 16 chuyến tuần tra, đánh chìm hay gây tổn thất toàn bộ mười tàu buôn với tổng tải trọng 29.378 tấn và hai tàu chiến trước khi bị đánh đắm ngoài khơi Thổ Nhĩ Kỳ vào ngày 11 tháng 9, 1944.

## Thiết kế và chế tạo
Phân lớp Type IIB là một phiên bản mở rộng của Type IIA trước đó. Chúng có trọng lượng choán nước 279 t (275 tấn Anh) khi nổi và 328 t (323 tấn Anh) khi lặn); tuy nhiên tải trọng tiêu chuẩn được công bố chỉ có 250 tấn Anh (254 t). Chúng có chiều dài chung 42,70 m (140 ft 1 in), lớp vỏ trong chịu áp lực dài 28,20 m (92 ft 6 in), mạn tàu rộng 4,08 m (13 ft 5 in), chiều cao 8,60 m (28 ft 3 in) và mớn nước 3,90 m (12 ft 10 in).
Chúng trang bị hai động cơ diesel MWM RS 127 S 6-xy lanh 4 thì công suất 700 mã lực mét (510 kW; 690 shp) để đi đường trường và hai động cơ/máy phát điện Siemens-Schuckert PG VV 322/36 tổng công suất 460 mã lực mét (340 kW; 450 shp) để lặn, hai trục chân vịt và hai chân vịt đường kính 0,85 m (3 ft). Các con tàu có thể lặn đến độ sâu 80–150 m (260–490 ft). Chúng đạt được tốc độ tối đa 12 kn (22 km/h) trên mặt nước và 6,9 kn (12,8 km/h) khi lặn,  với tầm hoạt động tối đa 3.800 nmi (7.000 km) khi đi tốc độ đường trường 8 kn (15 km/h), và 35–42 nmi (65–78 km) ở tốc độ 4 kn (7,4 km/h) khi lặn.
Vũ khí trang bị bao gồm ba ống phóng ngư lôi 53,3 cm (21 in) trước mũi, mang theo tổng cộng năm quả ngư lôi hoặc cho đến 12 quả thủy lôi TMA. Một pháo phòng không 2 cm (0,79 in) cũng được trang bị trên boong tàu. Thủy thủ đoàn bao gồm 25 sĩ quan và thủy thủ.
U-23 được đặt hàng vào ngày 2 tháng 2, 1935. Nó được đặt lườn tại xưởng tàu của hãng Germaniawerft tại Kiel vào ngày 11 tháng 4, 1936, hạ thủy vào ngày 28 tháng 8, 1936, và nhập biên chế cùng Hải quân Đức Quốc Xã vào ngày 24 tháng 9, 1936 dưới quyền chỉ huy của Hạm trưởng, Đại úy Hải quân Eberhard Godt.

## Lịch sử hoạt động
U-23 đã đảm nhiệm vai trò tàu huấn luyện tại các trường tàu ngầm Đức. Được huy động do tình trạng thiếu hụt tàu ngầm sau khi xung đột bùng nổ, nó thực hiện được chín chuyến tuần tra tại khu vực Bắc Hải và chung quanh quần đảo Anh. Lúc 04 giờ 45 phút ngày 4 tháng 10, 1939, U-23 ghi một trong những chiến công đầu tiên của Hải quân Đức Quốc Xã trong cuộc xung đột, khi nó phóng ngư lôi và dùng hải pháo đánh chìm tàu buôn Glen Farg ở vị trí khoảng 60 nmi (110 km) về phía Tây Nam Sumburgh Head, Shetland, Scotland.
Đến tháng 5, 1940, nó được rút khỏi nhiệm vụ tác chiến để quay trở lại vai trò huấn luyện. Khi được điều động sang Chi hạm đội U-boat 30 vào tháng 8, 1942, chiếc tàu ngầm được tháo dỡ, vận chuyển dọc theo sông Danube đến cảng Galați của România. Tại đây nó được lắp ráp lại tại Xưởng tàu Galați và gửi đến Hắc Hải. U-23 đi đến cảng Constanța của România, nơi đặt căn cứ cho đến hết quãng đời hoạt động, và thực hiện thêm bảy chuyến tuần tra chiến tranh tại khu vực Hắc Hải. Trong 16 chuyến tuần tra suốt Thế Chiến II, U-23 đã đánh chìm hoặc gây tổn thất toàn bộ mười tàu buôn với tổng tải trọng 29.378 và hai tàu chiến 1.410 tấn, đồng thời gây hư hại cho một tàu chiến và một tàu chiến phụ trợ.
Sau khi România chuyển sang gia nhập Khối Đồng Minh, U-23 bị mất căn cứ hoạt động, và không thể quay trở về Đức vì các eo biển Bosphorus và Dardanelles do Thổ Nhĩ Kỳ trung lập kiểm soát. Để tránh bị lọt vào tay lực lượng Liên Xô, nó cùng các tàu ngầm chị em U-19 và U-20 được lệnh tự đánh đắm tàu tại vùng biển Hắc Hải về phía Bắc Zonguldak, Thổ Nhĩ Kỳ vào ngày 10 tháng 9, 1944, tại tọa độ 41°34′B 31°50′Đ / 41,567°B 31,833°Đ.

### Tóm tắt chiến công
U-23 đã đánh chìm hoặc gây tổn thất toàn bộ mười tàu buôn với tổng tải trọng 29.378 và hai tàu chiến 1.410 tấn, đồng thời gây hư hại cho một tàu chiến và một tàu chiến phụ trợ:
| Ngày              | Tên tàu                   | Quốc tịch              | Tải trọng | Số phận          |
| ----------------- | ------------------------- | ---------------------- | --------- | ---------------- |
| 4 tháng 10, 1939  | Glen Farg                 | Anh Quốc               | 876       | Bị đánh chìm     |
| 8 tháng 12, 1939  | Scotia                    | Đan Mạch               | 2.400     | Bị đánh chìm     |
| 11 tháng 1, 1940  | Fredville                 | Na Uy                  | 1.150     | Bị đánh chìm     |
| 12 tháng 1, 1940  | Danmark                   | Đan Mạch               | 10.517    | Tổn thất toàn bộ |
| 23 tháng 1, 1940  | Varild                    | Na Uy                  | 1.085     | Bị đánh chìm     |
| 18 tháng 2, 1940  | HMS Daring                | Hải quân Hoàng gia Anh | 1.375     | Bị đánh chìm     |
| 19 tháng 2, 1940  | Tiberton                  | Anh Quốc               | 5.225     | Bị đánh chìm     |
| 22 tháng 2, 1940  | Loch Maddy                | Anh Quốc               | 4.996     | Tổn thất toàn bộ |
| 24 tháng 8, 1943  | Shkval                    | Hải quân Liên Xô       | 35        | Bị đánh chìm     |
| 15 tháng 10, 1943 | TSC-486 Sovetskja Rossiya | Hải quân Liên Xô       | 1.005     | Hư hại           |
| 23 tháng 10, 1943 | Tanais                    | Liên Xô                | 372       | Bị đánh chìm     |
| 5 tháng 4, 1944   | SKA-099                   | Hải quân Liên Xô       | 56        | Hư hại           |
| 29 tháng 5, 1944  | Smelyj                    | Liên Xô                | 71        | Bị đánh chìm     |
| 1 tháng 9, 1944   | Oituz                     | România                | 2.686     | Bị đánh chìm     |

## Tái khám phá
Vào ngày 3 tháng 2, 2008, báo The Telegraph thông tin U-20 được Kỹ sư hàng hải người Thổ Nhĩ Kỳ Selçuk Kolay phát hiện tại độ sâu 80 ft (24 m) ngoài khơi thành phố Zonguldak của Thổ Nhĩ Kỳ. Theo Kolay, ông nắm được tọa độ xác tàu đắm của U-19 và U-23, bị đánh chìm ở độ sâu sâu hơn gần U-20.